# Le Monde de la Bible
Le Monde de la Bible est une revue trimestrielle de 150 pages qui propose une approche historique, archéologique et artistique de l'univers biblique. Elle succède en 1977 à la revue Bible et Terre Sainte,  (ISSN 0006-0712), alors éditée par l'association du même nom depuis 1957.
Son rédacteur en chef depuis octobre 2008 est le journaliste Benoit de Sagazan.

## Histoire
En 1957, dix ans après la découverte des Manuscrits de la mer morte à Qumran, une équipe de chercheurs dont René Lecomte et Pierre Bockel décident d'éditer Bible et Terre Sainte, une revue permettant au grand public de se tenir au courant des découvertes archéologiques. 
En 1977, la revue est rachetée par le groupe Bayard qui en fait un magazine qu'elle rebaptise Le Monde de la Bible : Pierre Bockel en reste le directeur. En 1995, Bayard décide de réorganiser complètement la revue, dont elle confie la direction à Frédéric Boyer. Celui-ci l'ouvre à un nouveau public, tout en continuant à proposer des articles de qualité, rédigés par les meilleurs spécialistes de la Bible. Jean-Luc Pouthier, qui lui succède en 2000, continue ce travail.
Son comité éditorial et scientifique est composé d'experts internationalement reconnus, tels que Thomas Römer, professeur au collège de France, Daniel Marguerat (université de Lausanne), Marie-Francoise Baslez (Sorbonne), Michel Quesnel (Université catholique de Lyon), Simon Claude Minouni (EPHE), Régis Burnet (Université catholique de Louvain-la neuve), Bertrand Lafont (CNRS), François Brossier (professeur honoraire à l'Institut catholique de Paris) ou l’archéologue Estelle Villeneuve (Maison René Ginouvès d’archéologie et d'ethnologie, Nanterre).
La revue édite également des livres numériques dans ses domaines de spécialité, en français et en anglais. [réf. nécessaire]
Elle édite également sous licence des revues en Allemagne, et en Italie.

### Rédacteurs en chef
- 1977-1995 : Pierre Bockel
- 1995-1999 : Frédéric Boyer
- 2000-2008 : Jean-Luc Pouthier
- Depuis 2008 : Benoît de Sagazan

## Partenaires
Liste non exhaustive :
- L’Institut français d’archéologie préventive
- Institut européen en sciences des religions
- Musée de l'Arles et de la Provence antiques